# Parafia Wniebowstąpienia Pańskiego w Nowoberezowie
Parafia Wniebowstąpienia Pańskiego – parafia prawosławna w Nowoberezowie, w dekanacie Hajnówka diecezji warszawsko-bielskiej.
Na terenie parafii funkcjonują 3 cerkwie i 5 kaplic:
- cerkiew Wniebowstąpienia Pańskiego w Nowoberezowie – parafialna
- cerkiew św. Apostoła i Ewangelisty Jana Teologa w Nowoberezowie – filialna
- cerkiew Przemienienia Pańskiego w okolicy wsi Wygoda – cmentarna
- kaplica św. Aleksandra Newskiego w Nowoberezowie
- kaplica Świętych Braci Machabeuszy i matki ich Salomei w Nowoberezowie
- kaplica św. Jerzego Zwycięzcy w Czyżykach
- kaplica św. Proroka Eliasza w Nowokorninie
- kaplica św. Serafina z Sarowa w okolicy wsi Dubicze Osoczne

## Historia

### Geneza parafii
Tereny, na których dziś położone jest Nowoberezowo zamieszkiwała ludność ruska, która od XVI w. należała do parafii w Starym Berezowie i modliła się w tamtejszej cerkwi. W opowieściach przekazywanych z pokolenia na pokolenie wspomina się, że wieś w XVII w. została spalona, a część jej mieszkańców przeniosła się na nowe miejsce, które nazywano Nowoberezowem. W 1618 zbudowano tutaj pierwszą cerkiew – św. Jana Teologa. Była ona usytuowana w miejscu, gdzie dziś wznosi się cerkiew parafialna (świadczy o tym fakt, że podczas budowy tejże w 1873 natrafiono na liczne szczątki ludzkie, co dowodzi, że pierwsza świątynia była otoczona cmentarzem). Cerkiew i parafia otrzymała też ziemię – „gruntów włók dwie zupełnych”.

### Cerkiew św. Apostoła i Ewangelisty Jana Teologa w Nowoberezowie
W 1771 zbudowano we wsi kolejną cerkiew, którą fundatorką była Izabela Branicka – starościna bielska. Usytuowana była na tzw. „sołtysiej włóce” – gruncie należącym do parafii. Ta świątynia św. Jana Teologa, dziś jest nazywana „drewnianą”. Niegdyś mieściła się obok niej także drewniana dzwonnica, a w niej dwa dzwony z 1667 i 1690. Do XIX w. w cerkiewnych archiwum zachowały się przywileje nadane świątyni przez Królową Konstancję.
Z tamtych czasów pochodzą malowidła wykonane na deskach (poddano je pracom konserwatorskim w 1995), które dziś stanowią część wystroju cerkwi drewnianej – przedstawiają Ostatnią Wieczerzę oraz Wniebowstąpienie Pańskie.
W latach 40. XIX w. przy cerkwi św. Jana Teologa zbudowano przytułek dla starców. Pod koniec wieku nad pritworem (kruchtą), dobudowano dzwonnicę, a teren cerkiewny ogrodzono. W późniejszych latach dokonywano kolejnych remontów.
W 1857 parafia liczyła 2493 osoby, w tym 285 wiernych w samym Nowoberezowie. Do parafii należały wsie: Nowe Berezowo, Stare Berezowo, Czyżyki, Nowy Kornin, Czyżyki Górne, Dubicze Osoczne, Borek, Chytra, Bielszczyzna, Dolne, Wygoda, Puciska, Progale, Szostakowo i Kraskowszczyzna. Niestety, cerkiew pochodząca z ubiegłego stulecia była w stanie opłakanym, co skłoniło władze duchowne do decyzji o wzniesieniu nowej świątyni.

#### CerkiewWozniesieńska(Wniebowstąpienia Pańskiego)
Budowę rozpoczęto w 1873. Nowa cerkiew parafialna Wniebowstąpienia Pańskiego została poświęcona w 1876. Świątynię zbudowano według projektu inż. Łozińskiego na planie krzyża, z cegły i ciosanego kamienia. Ustawiono ją na fundamencie, otynkowano i pomalowano, a ogrodzona została murem z kamienia. Ikony do ikonostasu pisał malarz Szołochow pochodzący ze Słonima. W XX w. dokonano kilku remontów cerkwi, z tych czasów pochodzi większa część jej wyposażenia. Malowidła ścienne pochodzą z lat 30. tegoż wieku, zaś dzwony – najstarsza część wyposażenia – datuje się na wiek XVII.

### XX w.
Na początku XX w. parafia liczyła 4399 osób, zamieszkujących wsie: Czyżyki, Nowoberezowo, Stare Berezowo, Górna, Dubicze, Nowokornino, Borek, Dolna, Puciska, Progale, Szostakowo, Wygoda i Kraskowszczyzna. Parafia należała do dekanatu kleszczelowskiego w nowo powstałej eparchii grodzieńskiej i brzeskiej.
W parafii było 5 szkół tzw. gramoty z 94 uczniami. Ziemie cerkiewne stanowiło 72 dziesięciny gruntu.
Po I wojnie światowej parafia otrzymała statut parafii etatowej, której pozostawiono około 36 dziesięcin gruntu, a pozostałe przejęte zostały przez Skarb Państwa. Według Klirowoj Wiedomosti z 1934 cerkiew Wniebowstąpienia Pańskiego miała już tylko 3717 parafian. Cerkwią parafialną nadal była świątynia Wniebowstąpienia Pańskiego, zaś filialną cerkiew św. Jana Teologa. Własność parafii stanowiły też cerkiew cmentarna i kaplice.
Po II wojnie światowej liczba parafian, na skutek emigracji do miast, stale się zmniejszała. Grunta cerkiewne stanowiło zaledwie 6 ha ziemi. W 1949 zbudowano drewnianą plebanię, do dziś użytkowaną, choć w 1995 podjęto decyzję o wzniesieniu nowego domu parafialnego. Budowę zakończono w 2010.

### Cerkiew cmentarna pod wezwaniem Przemienienia Pańskiego
Po 1918 własność parafii stanowiły również dwie kaplice oraz cerkiew cmentarna. Istnieją one do dziś. Historia cerkwi cmentarnej Przemienienia Pańskiego związana jest z lokalizacją pierwszego cmentarza. Na mocy prawa pruskiego należało sytuować nekropolie poza obrębem miejscowości, stąd też wynikała konieczność założenia nowego cmentarza, co miało miejsce w 1771. W 1840 tutaj właśnie zbudowano cerkiew Przemienienia Pańskiego. Ów cmentarz mieścił się przy drodze wiodącej z Nowoberezowa do wsi Czyżyki. Dziewiętnaście lat później powstała nowa nekropolia – na trasie Nowoberezowo – Górne, która funkcjonowała do 1925. Obok niej powstał kolejny cmentarz, do dziś użytkowany i tutaj przeniesiono w 1925 cerkiew cmentarną, która wcześniej stała na cmentarzu usytuowanym przy drodze do Czyżyk. W świątyni celebrowane są uroczyste nabożeństwa w trzeci i szósty dzień święta Paschy, w niedzielę Antypaschy, półtora tygodnia (czwartek) po święcie Pięćdziesiątnicy, Przemienienia Pańskiego, Ścięcia Głowy św. Jana Chrzciciela oraz 1 listopada. Konsekracja cerkwi miała miejsce 19 czerwca 2014.

### Kaplice parafialne
Na skraju wsi Nowoberezowo, przy drodze wiodącej do Nowokornina, stoi murowana kaplica św. Aleksandra Newskiego – poświęcona w 1867. Zgodnie z miejscową tradycją, w dniu Wniebowstąpienia Pańskiego, odbywa się do kaplicy uroczysta procesja.
Na trasie Nowoberezowo – Hajnówka (miejsce to zwane jest uroczyskiem Chytra) mieści się kaplica, zbudowana w 1888 jako pamiątka 900-lecia chrztu Rusi. W uroczystość Świętych Braci Machabeuszy (1/14 sierpnia) wierni wędrują tutaj z procesją, a duchowny dokonuje poświęcenia wody.
Prawdopodobnie w tym samym roku zbudowano też kapliczkę św. Jerzego Zwycięzcy, która mieści się we wsi Czyżyki. Co roku, w dniu patrona tej niewielkiej świątyni (23 kwietnia/6 maja), odprawiana jest tu liturgia z uroczystą procesją przez całą wieś.
Nieopodal wsi Dubicze Osoczne, na dawnym cmentarzu cholerycznym, w 2007 zbudowano murowaną kapliczkę, której fundatorem był jeden z dawnych mieszkańców wsi. W tym dziele wspierali go obecni mieszkańcy miejscowości. Rokrocznie, w święto św. Serafina z Sarowa (19 lipca/1 sierpnia) na cmentarzu odbywa się liturgia i obrzęd poświęcenia wody, chleba i soli.
Należąca do parafii wieś Nowokornino także ma swoją kaplicę, w której sprawowana jest liturgia w dniu św. proroka Eliasza, patrona tejże świątyni (20 lipca/2 sierpnia).

### XXI w.
W 2006 reaktywowano chór młodzieżowy. W latach 2006–2012 przeprowadzono remonty generalne kaplic w: Nowokorninie, Nowoberezowie i Czyżykach. W 2014 oddano do użytku nowy dom parafialny (poświęcony 21 maja).
Obecnie do parafii należą następujące miejscowości: Nowoberezowo, Borek, Chytra, Czyżyki, Dubicze Osoczne, Nowokornino, Progale, Stare Berezowo, Szostakowo i Wygoda z ogólną liczbą 900 wiernych.
Świętami parafialnymi są:
- uroczystości ku czci św. Jana Teologa – 21 maja (8 maja według starego stylu) i 9 października (26 września według starego stylu);
- Wniebowstąpienie Pańskie (40. dzień po Wielkanocy)

## Wykaz proboszczów
- 1980–1982 – ks. Mikołaj Bańkowski
- 2003–2006 – ks. Mirosław Awksietijuk
- od 2006 – ks. Jan Kazimiruk

## Galeria

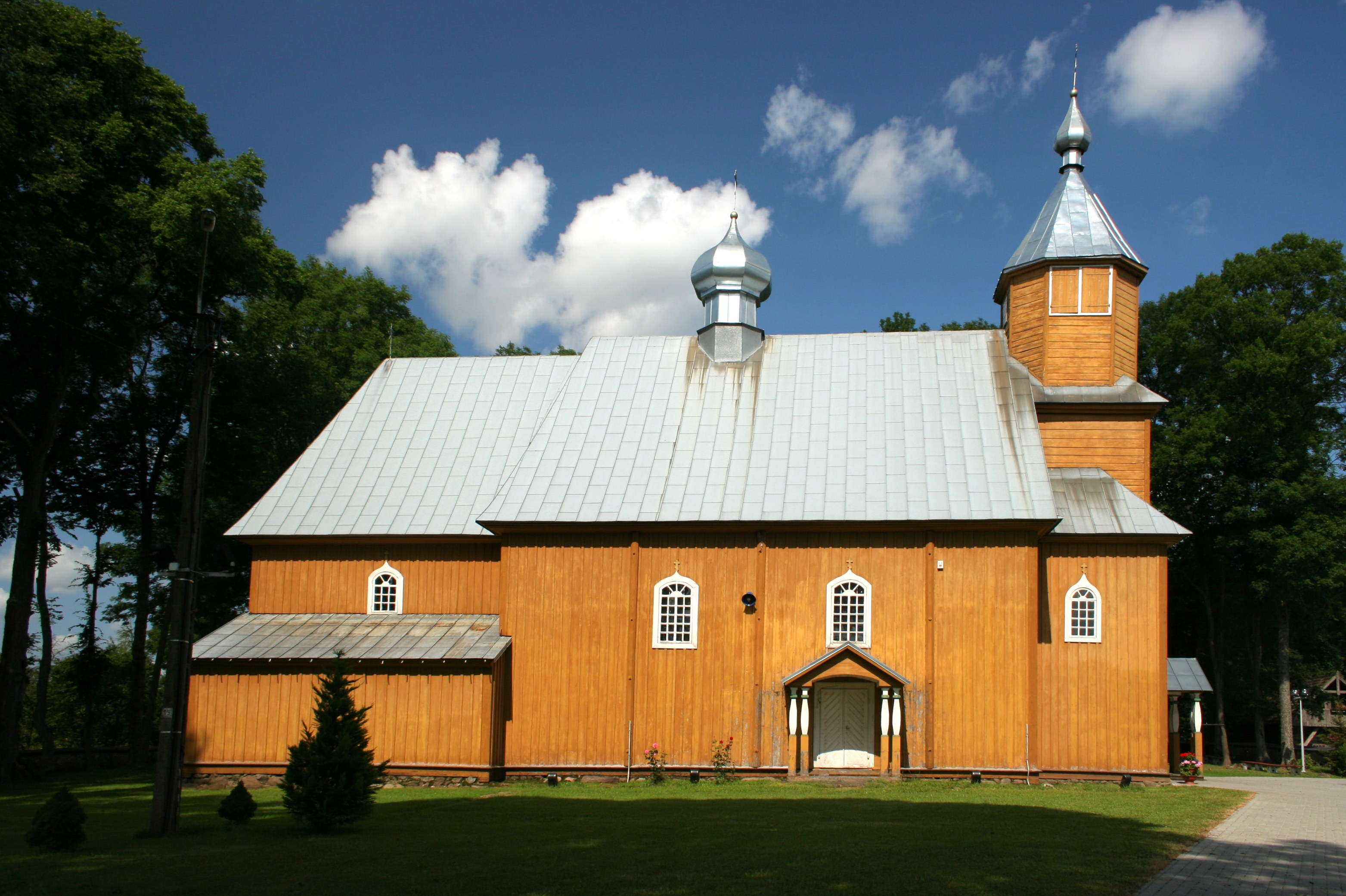
Cerkiew pomocnicza św. Jana Teologa w Nowoberezowie
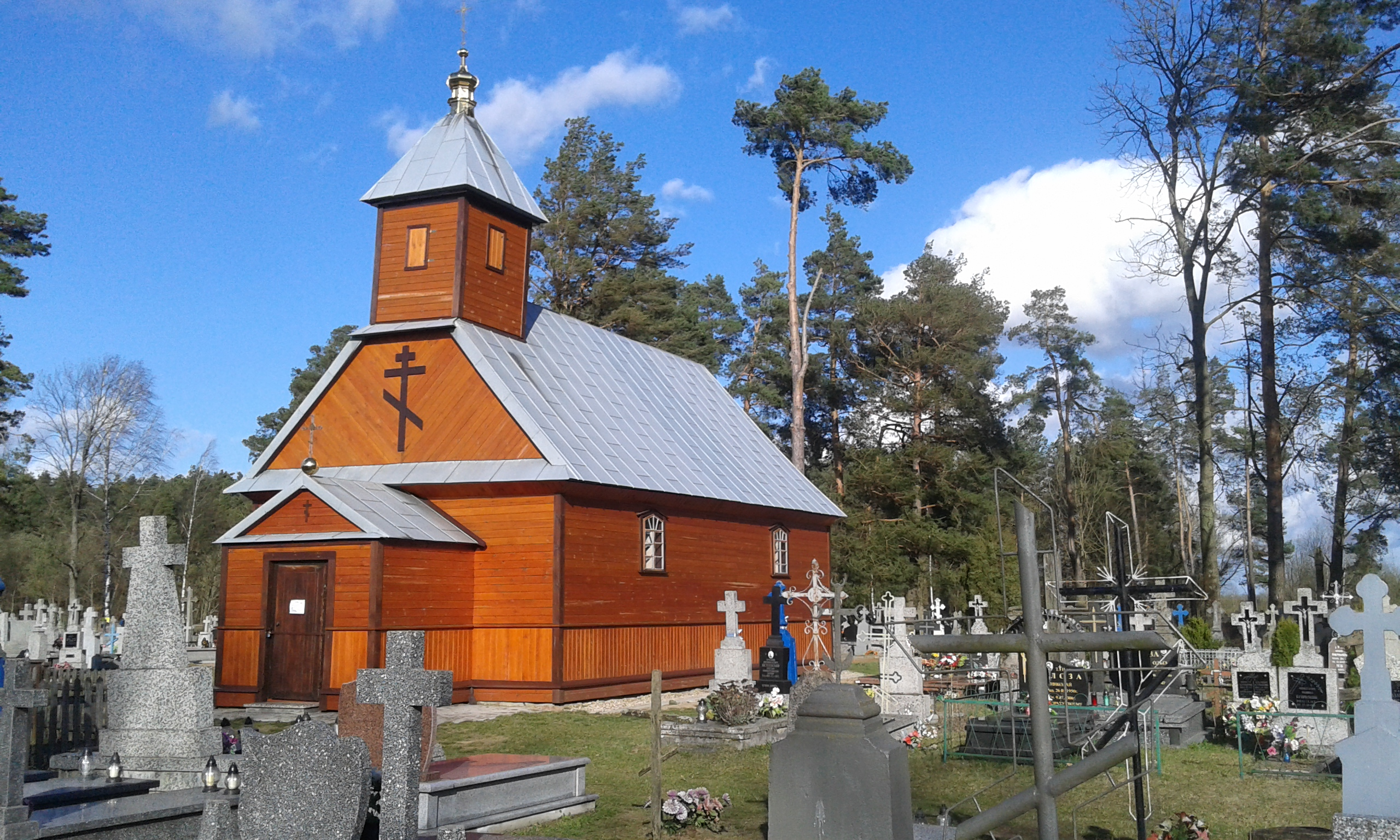
Cerkiew cmentarna Przemienienia Pańskiego w pobliżu Wygody
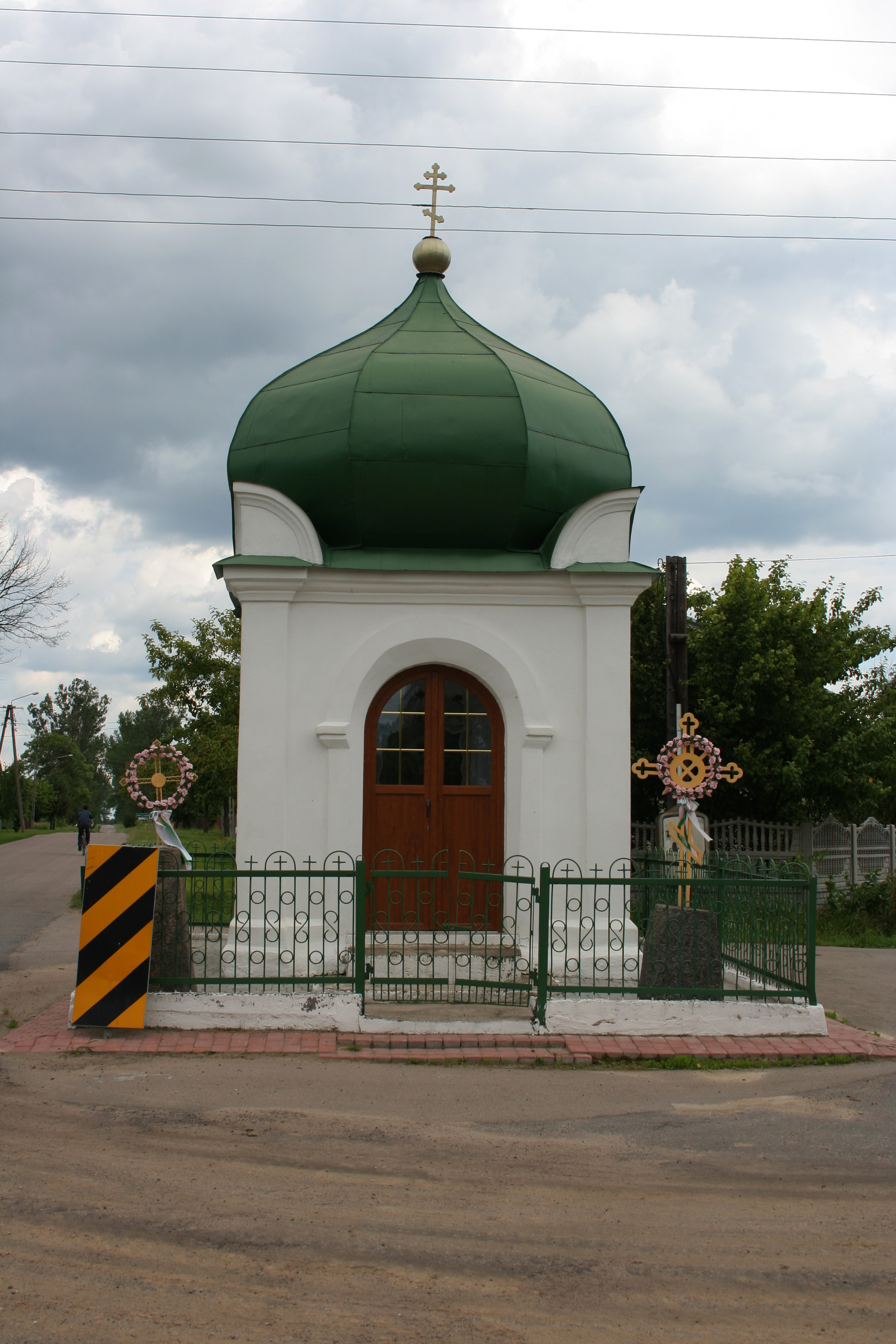
Kaplica św. Aleksandra Newskiego w Nowoberezowie
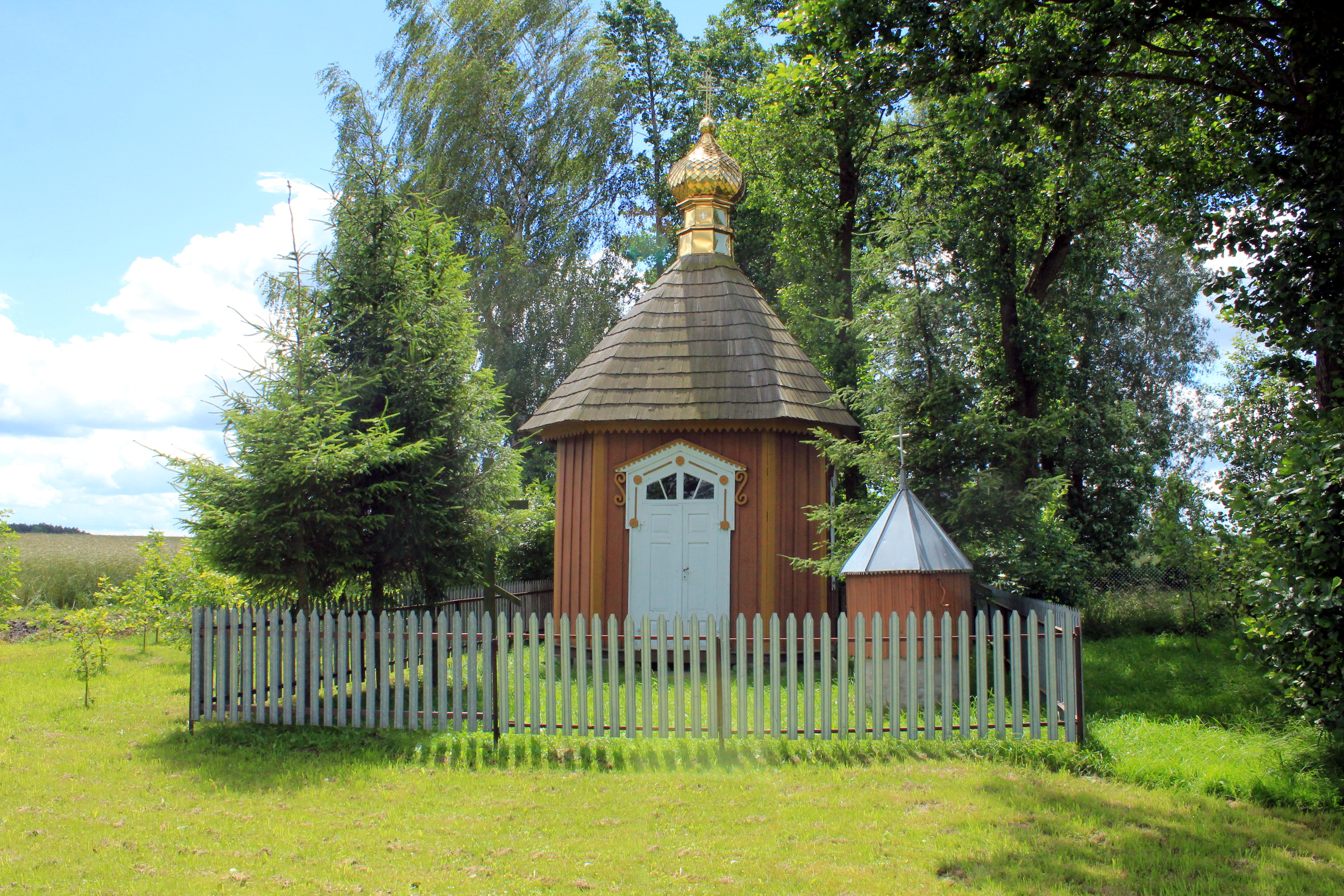
Kaplica Świętych Braci Machabeuszy w Nowoberezowie
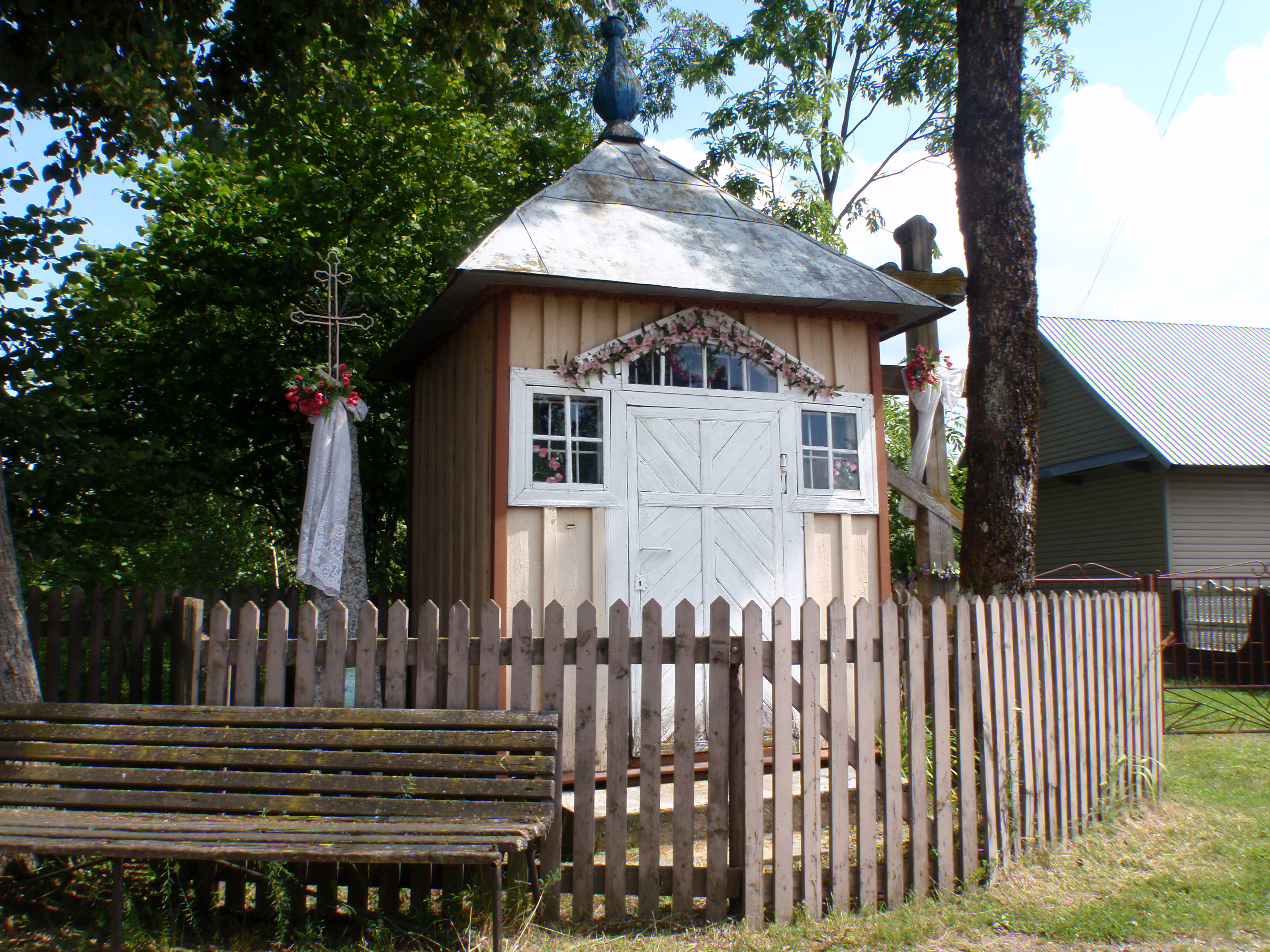
Kaplica św. Jerzego w Czyżykach
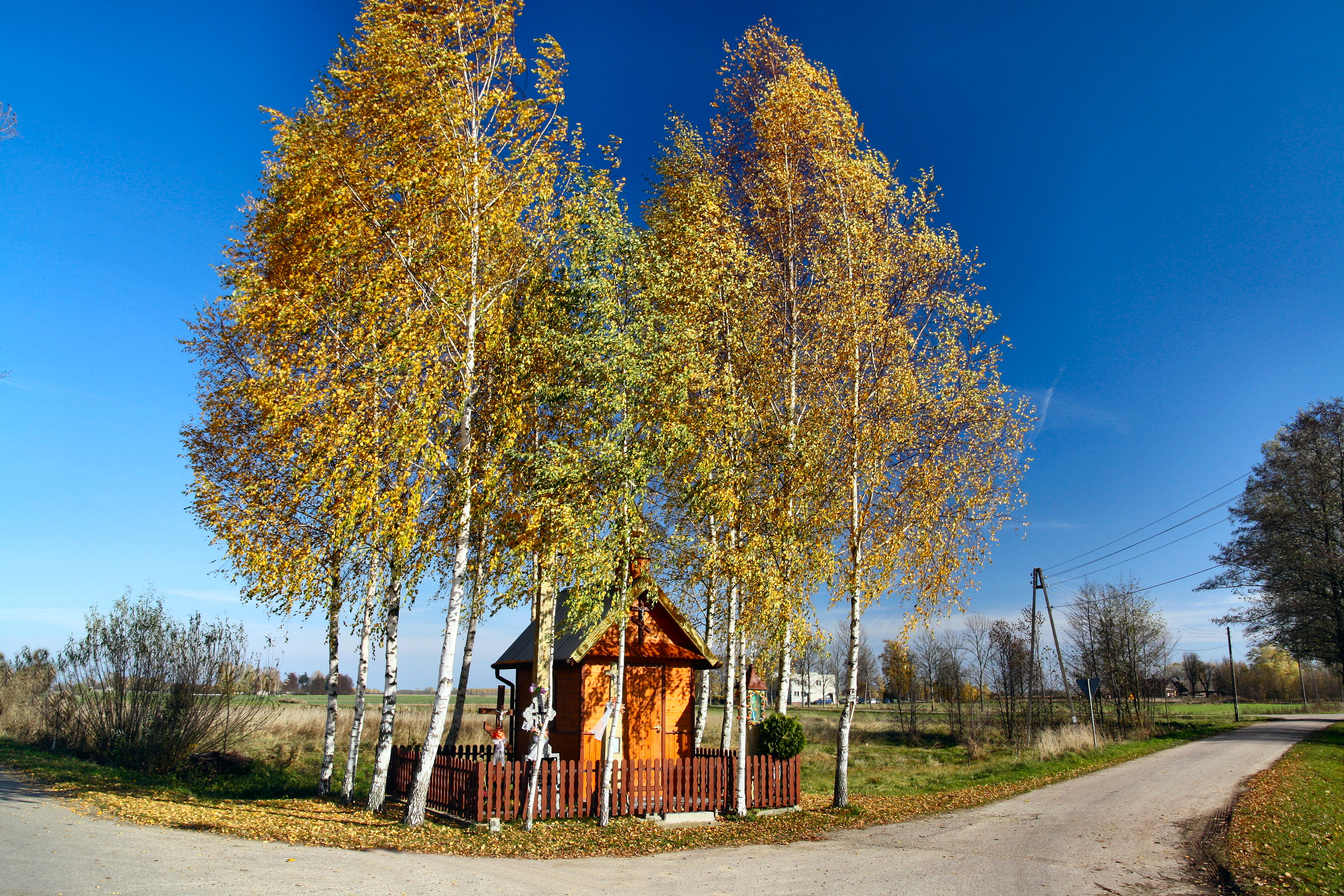
Kaplica św. Proroka Eliasza w Nowokorninie